# Vasile Luca
Vasile Luca (właśc. László Luka, ur. 8 czerwca 1898, zm. 23 lipca 1963) – rumuński komunista, jeden z liderów Rumuńskiej Partii Komunistycznej, w latach 1947–1952 minister finansów Rumunii.

## Życiorys
Luca pochodził z rodziny seklerskiej z Siedmiogrodu (w chwili jego urodzin znajdującego się w granicach Węgier). Wcześnie osierocony (w wieku 7 lat), słabo wykształcony, z zawodu był ślusarzem. W 1918 r. zaangażował się w ruch seklerski w Siedmiogrodzie. W 1919 r. przyłączył się do ruchu socjalistycznego w Braszowie. W 1923 r. stanął na czele lokalnego oddziału Rumuńskiej Partii Komunistycznej (RPK) w Braszowie, w 1928 r. został wybrany do komitetu centralnego partii. W okresie międzywojennym angażował się w przedsięwzięcia partii komunistycznej (strajki, zjazdy), uczestniczył też w walce frakcyjnej w partii. Kilkakrotnie był aresztowany i osadzany w więzieniu (odbył dwa dłuższe wyroki, trzy- i pięcioletni).
W momencie aneksji Besarabii i północnej Bukowiny przez Związek Radziecki Luca znajdował się w więzieniu w Czerniowcach (na anektowanych terenach), odbywając karę więzienia za próbę nielegalnego przekroczenia granicy rumuńsko-radzieckiej. Uwolniony, przyjął obywatelstwo radzieckie i pozostał w ZSRR, pracował dla rumuńskiej sekcji moskiewskiego radio, przygotowywał także emigrantów rumuńskich do prowadzenia agitacji komunistycznej w Rumunii i uczestniczył w tworzeniu rumuńskiej dywizji w ZSRR.
Powrócił ze Związku Radzieckiego do Rumunii (wraz z grupą innych działaczy komunistycznych) we wrześniu 1944 r., wraz z wkroczeniem na jej ziemie Armii Czerwonej. Został wówczas sekretarzem generalnym powołanego w tym czasie lewicowego Frontu Narodowo-Demokratycznego, zdominowanego przez RPK. Jesienią 1945 r. został członkiem Biura Politycznego i Komitetu Centralnego RPK. W listopadzie 1947 r. objął stanowisko ministra finansów i wicepremiera Rumunii.
Wraz z Aną Pauker stanowił trzon tzw. moskiewskiej frakcji w RPK (zwanej też „grupą Pauker-Luca”), grupującej działaczy przebywających do 1944 r. na emigracji w ZSRR, z których wielu (w tym oboje przywódcy) było pochodzenia nie-rumuńskiego. Stanowiła ona zagrożenie dla pozycji generalnego sekretarza partii, Gheorghe Gheorghiu-Deja, w związku z czym w 1952 r. Luca i Pauker zostali pozbawieni stanowisk, a w sierpniu tego roku Luca został aresztowany. Został skazany na śmierć, wyrok ten następnie zmieniono na dożywotnie roboty przymusowe. Zmarł po jedenastu latach w więzieniu w Aiud.
W 1968 r., podczas procesów rehabilitacyjnych działaczy komunistycznych represjonowanych za czasów Gheorghiu-Deja, nowe władze Rumunii z Nicolae Ceaușescu na czele odrzuciło większość zarzutów postawionych w 1952 r. Luce, jednak podtrzymało zarzut współpracy z organami bezpieczeństwa międzywojennej Rumunii.

## Odznaczenia
W 1949 otrzymał Order Odrodzenia Polski I klasy.